# Pexopsis pilosa
Pexopsis pilosa är en tvåvingeart som beskrevs av Louis-Paul Mesnil 1957. Pexopsis pilosa ingår i släktet Pexopsis och familjen parasitflugor. Inga underarter finns listade i Catalogue of Life.